# Argumentum ad baculum
Argumentum ad baculum vrsta je pseudoargumenta. Ovaj dokaz nije zasnovan na činjenicama, nego na mani volje. Kao takav je logička pogreška U ovom načinu argumentiranja, pobjedu u debati ne želi se postići činjenicama, nego se protivnika želi prisiliti prihvatiti argumente prijetnjom silom, odnosno protivnika se ucjenjuje, po čemu je blizak logičkoj pogrešci pozivanja na strah (argumentum ad metum, argumentum in terrorem). Sila kojom se prijeti može biti fizički napad, verbalno zlostavljanje, ali i nametanje (neispravna) stava temeljem nadređenosti podređenom, pri čemu podređeni je prisiljen popustiti jer se s obzirom na ovlasti nadređenog može suočiti s gubitkom radnog mjesta ili degradacijom na poslu, gubitkom ili neostvarivanjem (u punini ili djelimice) prava na radnom mjestu, napredka u poslu i slično.